# Contea di Huntingdon
La contea di Huntingdon (in inglese Huntingdon County) è una contea dello Stato della Pennsylvania, negli Stati Uniti. La popolazione al censimento del 2000 era di 45 586 abitanti. Il capoluogo di contea è Huntingdon.

## Geografia fisica
La contea si trova nella parte centro-meridionale dello Stato. La contea è costituita da un’area montuosa appartenente alla provincia fisiografica Appalachian Ridge and Valley. I principali corsi d’acqua sono il Raystown Lake e i fiumi Juniata, Little Juniata e Raystown Branch Juniata, oltre ai torrenti Aughwick, Blacklog e Tuscarora.

### Contee confinanti

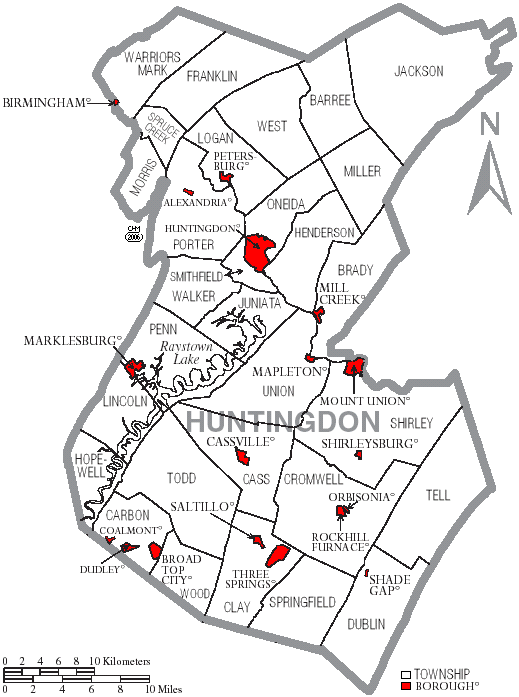
Cartina della Contea di Huntingdon con la suddivisione amministrativa in comuni. In rosso sono indicate city e borough, in bianco le township

- Contea di Centre - nord
- Contea di Mifflin - est
- Contea di Juniata - est
- Contea di Franklin - sud-est
- Contea di Fulton - sud
- Contea di Bedford - sud-ovest
- Contea di Blair - ovest

## Storia
I primi abitanti dell'area furono gli Oneida, fino all'arrivo dei coloni a metà del XVIII secolo. La contea, nata nel 1787 per distacco dalla Contea di Bedford, prese il nome dall’evangelista Selina Hastings, contessa di Huntingdon.

## Centri abitati
La contea è amministrativamente suddivisa in 18 borough e 30 township.
| - Alexandria - borough - Barree - township - Birmingham - borough - Brady - township - Broad Top City - borough - Carbon - township - Cass - township - Cassville - borough - Clay - township - Coalmont - borough - Cromwell - township - Dublin - township - Dudley - borough - Franklin - township - Henderson - township - Hopewell - township | - Huntingdon (capoluogo) - borough - Jackson - township - Juniata - township - Lincoln - township - Logan - township - Mapleton - borough - Marklesburg - borough - Mill Creek - borough - Miller - township - Morris - township - Mount Union - borough - Oneida - township - Orbisonia - borough - Penn - township - Petersburg - borough - Porter - township | - Rockhill - borough - Saltillo - borough - Shade Gap - borough - Shirley - township - Shirleysburg - borough - Smithfield - township - Springfield - township - Spruce Creek - township - Tell - township - Three Springs - borough - Todd - township - Union - township - Walker - township - Warriors Mark - township - West - township - Wood - township |